# Петер Фонгоф
Петер Фонгоф (нім. Peter Vonhof, 15 січня 1949) — німецький велогонщик.
Олімпійський чемпіон 1972 (командна гонка переслідування) 1976 (командна гонка переслідування) років.